# 질암

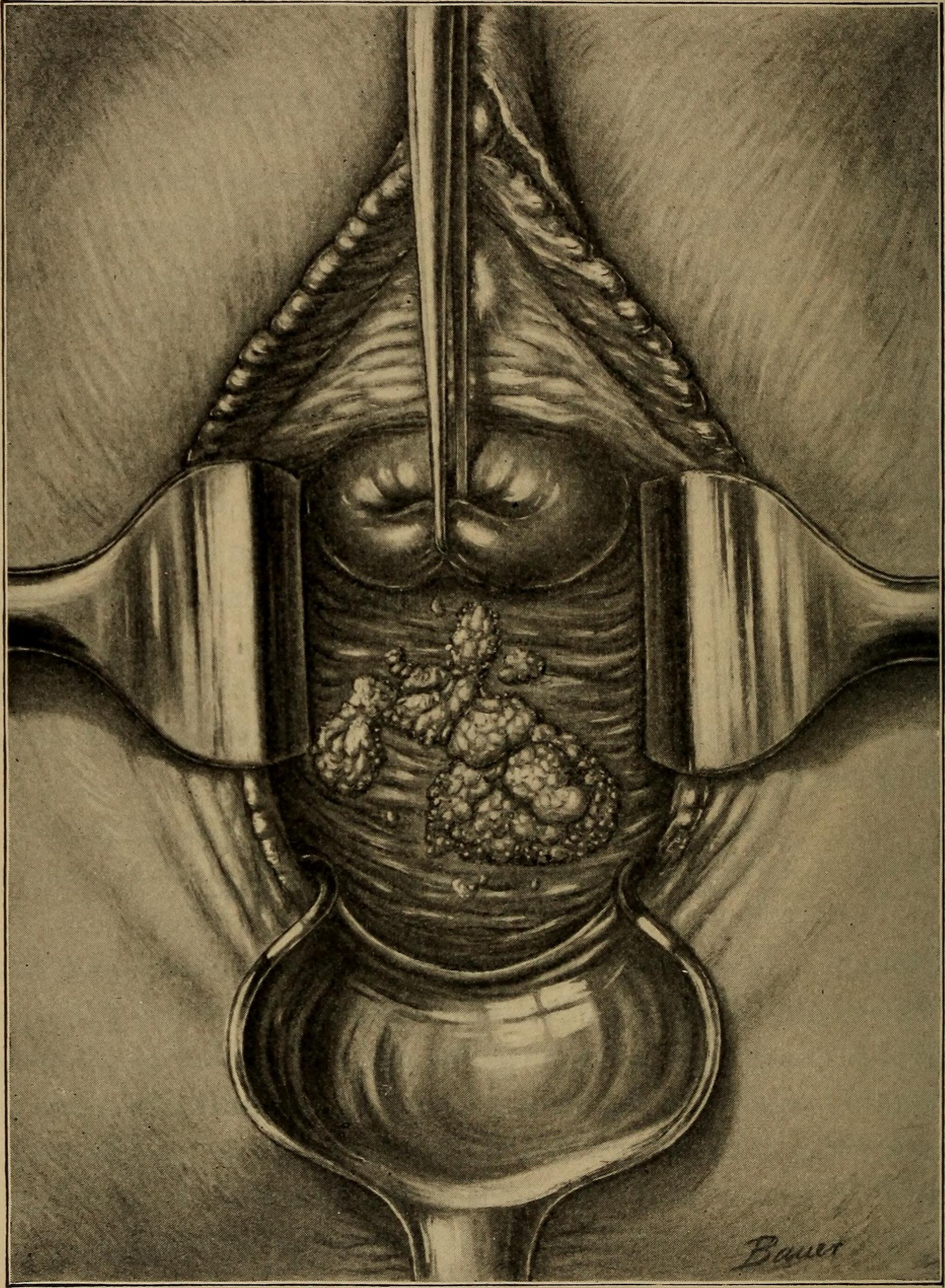

질암은 질 조직에 발전하는 상당히 희귀한 형태의 암이다.
질암 치료를 위해 수술만으로 단독적으로 이루어지거나 방사선 치료와 결합하여 수술이 진행된다.
원발성 질암은 질 조직에서 발생하며 가장 흔한 편평 세포 암종이지만 원발성 질 선암종, 육종 및 흑색종도 보고된 반면 이차성 질암은 신체의 다른 부분에서 발생한 암의 전이를 포함한다. 속발성 질암이 더 흔하다. 질암의 징후에는 비정상 질 출혈, 배뇨곤란, 이근 또는 골반 통증이 포함될 수 있지만 질암 진단을 받은 여성의 20% 정도는 진단 당시 무증상이다. 질암은 50세 이상의 여성에서 더 자주 발생하며, 질암 진단 평균 연령은 60세이다. 초기 단계에서 발견하고 치료하면 완치될 수 있다. 단독 수술 또는 골반 방사선과 결합된 수술은 일반적으로 질암을 치료하는 데 사용된다.
질암은 골반 악성종양 여성 환자들 중 2% 미만에서 발생한다.

## 같이 보기
- 자궁경부암